# Microgoniella nigrovittata
Microgoniella nigrovittata är en insektsart som beskrevs av Maximilian Spinola 1852. Microgoniella nigrovittata ingår i släktet Microgoniella och familjen dvärgstritar. Inga underarter finns listade i Catalogue of Life.